# Major League Soccer 2009
La Major League Soccer 2009 è stata la quattordicesima edizione del campionato di calcio nordamericano, iniziata il 19 marzo 2009 e conclusa il 22 novembre 2009.
Il numero di partecipanti è aumentato da 14 a 15, grazie alla prima partecipazione dei Seattle Sounders FC.

## Formula
Le squadre sono divise in due conference, la “Western Conference” e la “Eastern Conference”, in base alla loro posizione geografica. Lo svolgimento del torneo avviene in due fasi. La prima fase è la stagione regolare, in cui ogni squadra gioca un totale di 30 partite, 15 in casa e 15 fuori. Ogni squadra incontra le altre due volte, una in casa e una fuori, per un totale di 28 partite, in più disputa ulteriori due incontri con due rivali della propria conference. Vengono assegnati tre punti per ogni vittoria e un punto per ogni pareggio.
Hanno accesso ai play-off per il titolo le prime due classificate di ogni conference e le restanti migliori quattro classificate nella classifica generale. Le otto squadre così individuate si sfidano in incontri a eliminazione diretta; vengono disputati incontri di andata e ritorno nei quarti, mentre le semifinali e la finale sono in gara unica: le semifinali in casa della squadra meglio piazzata, la finale su un campo individuato nel corso della stagione.
Similmente alle altre grandi leghe americane di sport professionistici, non è prevista alcuna retrocessione né promozione.
Si qualificano alla CONCACAF Champions League la vincitrice della MLS Cup, la vincitrice del Supporters' Shield (cioè la squadra con più punti al termine della stagione regolare) e l'altra finalista dei play-off. A queste si aggiunge la vincitrice della coppa nazionale, la Lamar Hunt U.S. Open Cup. Se una squadra occupa più di una di queste posizioni si scorre la classifica della stagione regolare fino alla prima non qualificata. Stesso procedimento se una posizione utile è occupata da Toronto, visto che quest'ultima, in quanto canadese, si qualifica alla Champions League tramite il Canadian Championship.
Le prime quattro squadre della classifica generale che non sono già qualificate per la CONCACAF Champions League si qualificano per la SuperLiga nordamericana.

## Squadre partecipanti
| Club             | Stagione | Città          | Stadio                                     | Stagione 2008                                                |
| ---------------- | -------- | -------------- | ------------------------------------------ | ------------------------------------------------------------ |
| Chicago Fire     | dettagli | Chicago        | Toyota Park (Bridgeview)                   | 2º nella Eastern Conference                                  |
| Chivas USA       | dettagli | Los Angeles    | The Home Depot Center (Carson)             | 2º nella Western Conference                                  |
| Colorado Rapids  | dettagli | Denver         | Dick's Sporting Goods Park (Commerce City) | 4º nella Western Conference                                  |
| Columbus Crew    | dettagli | Columbus       | Columbus Crew Stadium                      | Vincitore del MLS Supporters' Shield Vincitore della MLS Cup |
| FC Dallas        | dettagli | Dallas         | Pizza Hut Park (Frisco)                    | 5º nella Western Conference                                  |
| D.C. United      | dettagli | Washington     | RFK Stadium                                | 6º nella Eastern Conference                                  |
| Houston Dynamo   | dettagli | Houston        | Robertson Stadium                          | 1º nella Western Conference                                  |
| K.C. Wizards     | dettagli | Kansas City    | CommunityAmerica Ballpark                  | 4º nella Eastern Conference                                  |
| LA Galaxy        | dettagli | Los Angeles    | The Home Depot Center (Carson)             | 6º nella Western Conference                                  |
| N.E. Revolution  | dettagli | Foxborough     | Gillette Stadium                           | 3º nella Eastern Conference                                  |
| N.Y. Red Bulls   | dettagli | New York       | Giants Stadium (East Rutherford, NJ)       | 5º nella Eastern Conference                                  |
| Real Salt Lake   | dettagli | Salt Lake City | Rio Tinto Stadium (Sandy)                  | 3º nella Western Conference                                  |
| S.J. Earthquakes | dettagli | San Jose       | Buck Shaw Stadium (Santa Clara)            | 7º nella Western Conference                                  |
| Seattle Sounders | dettagli | Seattle        | Qwest Field                                | Esordiente                                                   |
| Toronto FC       | dettagli | Toronto        | BMO Field                                  | 7º nella Eastern Conference                                  |

### Allenatori
| Club             | Allenatore                                                             |
| ---------------- | ---------------------------------------------------------------------- |
| Chicago Fire     | Denis Hamlett                                                          |
| Chivas USA       | Preki                                                                  |
| Colorado Rapids  | Gary Smith                                                             |
| Columbus Crew    | Robert Warzycha                                                        |
| FC Dallas        | Schellas Hyndman                                                       |
| D.C. United      | Tom Soehn                                                              |
| Houston Dynamo   | Dominic Kinnear                                                        |
| K.C. Wizards     | Curt Onalfo (fino al 1 agosto) Peter Vermes (dal 2 agosto)             |
| LA Galaxy        | Bruce Arena                                                            |
| N.E. Revolution  | Steve Nicol                                                            |
| N.Y. Red Bulls   | Juan Carlos Osorio (fino al 21 agosto) Richie Williams (dal 22 agosto) |
| Real Salt Lake   | Jason Kreis                                                            |
| S.J. Earthquakes | Frank Yallop                                                           |
| Seattle Sounders | Sigi Schmid                                                            |
| Toronto FC       | John Carver (fino al 25 aprile) Chris Cummins (dal 26 aprile)          |

## Classifiche Regular Season

### Eastern Conference
|  | Pos. | Squadra         | Pt | G  | V  | N  | P  | GF | GS | DR  |
|  | ---- | --------------- | -- | -- | -- | -- | -- | -- | -- | --- |
|  | 1.   | Columbus Crew   | 49 | 30 | 13 | 10 | 7  | 41 | 31 | +10 |
|  | 2.   | Chicago Fire    | 45 | 30 | 11 | 12 | 7  | 39 | 34 | +5  |
|  | 3.   | N.E. Revolution | 42 | 30 | 11 | 9  | 10 | 34 | 38 | -4  |
|  | 4.   | D.C. United     | 40 | 30 | 9  | 13 | 8  | 43 | 44 | -1  |
|  | 5.   | Toronto FC      | 39 | 30 | 10 | 9  | 11 | 37 | 45 | -9  |
|  | 6.   | K.C. Wizards    | 33 | 30 | 8  | 9  | 13 | 33 | 42 | -9  |
|  | 7.   | N.Y. Red Bulls  | 21 | 30 | 5  | 6  | 19 | 27 | 47 | -20 |

Legenda:

      Ammesse ai Play-off per il piazzamento nella conference
      Ammesse ai Play-off per il piazzamento in classifica generale

### Western Conference
|  | Pos. | Squadra          | Pt | G  | V  | N  | P  | GF | GS | DR  |
|  | ---- | ---------------- | -- | -- | -- | -- | -- | -- | -- | --- |
|  | 1.   | LA Galaxy        | 48 | 30 | 12 | 12 | 6  | 36 | 31 | +5  |
|  | 2.   | Houston Dynamo   | 48 | 30 | 13 | 9  | 8  | 39 | 29 | +10 |
|  | 3.   | Seattle Sounders | 47 | 30 | 12 | 11 | 7  | 38 | 29 | +9  |
|  | 4.   | Chivas USA       | 45 | 30 | 13 | 6  | 11 | 34 | 31 | +3  |
|  | 5.   | Real Salt Lake   | 40 | 30 | 11 | 7  | 12 | 43 | 35 | +8  |
|  | 6.   | Colorado Rapids  | 40 | 30 | 10 | 10 | 10 | 43 | 37 | +4  |
|  | 7.   | FC Dallas        | 39 | 30 | 11 | 6  | 13 | 50 | 47 | +3  |
|  | 8.   | S.J. Earthquakes | 30 | 30 | 7  | 9  | 14 | 36 | 50 | -14 |

Legenda:

      Ammesse ai Play-off per il piazzamento nella conference
      Ammesse ai Play-off per il piazzamento in classifica generale

### Classifica generale
|  | Pos. | Squadra          | Pt | G  | V  | N  | P  | GF | GS | DR  |
|  | ---- | ---------------- | -- | -- | -- | -- | -- | -- | -- | --- |
|  | 1.   | Columbus Crew    | 49 | 30 | 13 | 10 | 7  | 41 | 31 | +10 |
|  | 2.   | LA Galaxy        | 48 | 30 | 12 | 12 | 6  | 36 | 31 | +5  |
|  | 3.   | Houston Dynamo   | 48 | 30 | 13 | 9  | 8  | 39 | 29 | +10 |
|  | 4.   | Seattle Sounders | 47 | 30 | 12 | 11 | 7  | 38 | 29 | +9  |
|  | 5.   | Chicago Fire     | 45 | 30 | 11 | 12 | 7  | 39 | 34 | +5  |
|  | 6.   | Chivas USA       | 45 | 30 | 13 | 6  | 11 | 34 | 31 | +3  |
|  | 7.   | N.E. Revolution  | 42 | 30 | 11 | 9  | 10 | 34 | 38 | -4  |
|  | 8.   | Real Salt Lake   | 40 | 30 | 11 | 7  | 12 | 43 | 35 | +8  |
|  | 9.   | Colorado Rapids  | 40 | 30 | 10 | 10 | 10 | 43 | 37 | +4  |
|  | 10.  | D.C. United      | 40 | 30 | 9  | 13 | 8  | 43 | 44 | -1  |
|  | 11.  | FC Dallas        | 39 | 30 | 11 | 6  | 13 | 50 | 47 | +3  |
|  | 12.  | Toronto FC       | 39 | 30 | 10 | 9  | 11 | 37 | 45 | -9  |
|  | 13.  | K.C. Wizards     | 33 | 30 | 8  | 9  | 13 | 33 | 42 | -9  |
|  | 14.  | S.J. Earthquakes | 30 | 30 | 7  | 9  | 14 | 36 | 50 | -14 |
|  | 15.  | N.Y. Red Bulls   | 21 | 30 | 5  | 6  | 19 | 27 | 47 | -20 |

Legenda:

      Toronto FC qualificato ai preliminari della CONCACAF Champions League 2009-2010 perché vincitore del Canadian Championship 2009
      Qualificate alla CONCACAF Champions League 2010-2011:
- Real Salt Lake vincitore della MLS
- Columbus Crew vincitori del Supporters' Shield

      Qualificate ai preliminari della CONCACAF Champions League 2010-2011:
- L.A. Galaxy finalista dei Play-off
- Seattle Sounders vincitori della U.S. Open Cup 2009

      Qualificate alla SuperLiga nordamericana 2010:
- Houston Dynamo, Chicago Fire, Chivas USA e N.E. Revolution

In caso di arrivo a pari punti:
1. Punti negli scontri diretti
2. Differenza reti;
3. Gol fatti;
4. Differenza reti in trasferta;
5. Gol fatti in trasferta;
6. Differenza reti in casa;
7. Gol fatti in casa;
8. Minor numero di punti disciplinari nella League Fair Play table Archiviato il 18 aprile 2017 in Internet Archive.;
9. Lancio della moneta (2 squadre) o estrazione a sorte (3 o più squadre).

## Risultati
Leggendo per riga si avranno i risultati casalinghi della squadra indicata in prima colonna, mentre leggendo per colonna si avranno i risultati in trasferta della squadra in prima riga. Oltre la colonna nera viene indicato il risultato di un'ulteriore partita casalinga della squadra in prima colonna contro quella in ultima colonna.
|                  | CHI | CHV | COL | CLB | DAL | DCU | HOU | KCW | LAG | NER | NYR | RSL | SJE | SEA | TOR |  |     | vs  |
| ---------------- | --- | --- | --- | --- | --- | --- | --- | --- | --- | --- | --- | --- | --- | --- | --- |  | --- | --- |
| Chicago Fire     |     | 1-0 | 3-2 | 0-0 | 0-3 | 0-1 | 0-1 | 2-2 | 0-2 | 1-1 | 1-0 | 1-0 | 2-0 | 1-1 | 2-2 |  | 2-2 | CLB |
| Chivas USA       | 2-3 |     | 2-1 | 2-1 | 2-0 | 2-2 | 2-3 | 2-0 | 0-1 | 2-0 | 1-1 | 1-0 | 2-2 | 2-0 | 2-0 |  | 1-0 | SEA |
| Colorado Rapids  | 1-2 | 4-0 |     | 0-1 | 1-1 | 3-0 | 1-0 | 2-1 | 1-1 | 1-1 | 4-0 | 2-0 | 1-1 | 2-2 | 1-0 |  | 1-0 | DAL |
| Columbus Crew    | 2-2 | 2-1 | 1-1 |     | 2-0 | 1-1 | 2-1 | 3-2 | 2-0 | 0-1 | 1-0 | 3-1 | 2-1 | 0-1 | 1-1 |  | 3-2 | TOR |
| FC Dallas        | 1-3 | 0-2 | 2-1 | 2-1 |     | 2-2 | 1-3 | 6-0 | 1-1 | 1-0 | 2-1 | 3-0 | 2-2 | 1-1 | 3-2 |  | 1-0 | HOU |
| D.C. United      | 1-1 | 0-2 | 3-1 | 1-0 | 2-1 |     | 1-0 | 1-0 | 0-0 | 1-1 | 2-0 | 0-0 | 1-2 | 1-2 | 3-3 |  | 2-1 | CHI |
| Houston Dynamo   | 3-2 | 1-0 | 1-0 | 1-1 | 1-0 | 4-3 |     | 1-1 | 0-0 | 0-1 | 0-0 | 1-1 | 3-1 | 1-1 | 3-0 |  | 3-2 | RSL |
| K.C. Wizards     | 0-2 | 1-1 | 0-0 | 0-2 | 3-2 | 1-1 | 0-1 |     | 1-1 | 3-1 | 1-0 | 0-1 | 2-0 | 2-3 | 2-3 |  | 2-2 | DCU |
| LA Galaxy        | 1-0 | 0-0 | 2-3 | 1-1 | 3-6 | 2-2 | 1-0 | 1-1 |     | 1-0 | 1-0 | 0-2 | 2-0 | 0-2 | 2-0 |  | 1-0 | CHV |
| N.E. Revolution  | 0-0 | 2-0 | 1-1 | 0-1 | 2-1 | 2-1 | 0-2 | 0-0 | 1-2 |     | 4-0 | 3-1 | 2-1 | 2-1 | 1-1 |  | 2-4 | KCW |
| N.Y. Red Bulls   | 0-1 | 0-2 | 2-3 | 1-0 | 3-2 | 2-3 | 1-1 | 0-1 | 1-3 | 1-1 |     | 2-0 | 4-1 | 1-1 | 5-0 |  | 1-1 | NER |
| Real Salt Lake   | 1-1 | 4-0 | 1-1 | 4-1 | 4-2 | 2-1 | 0-0 | 0-2 | 2-2 | 6-0 | 2-0 |     | 1-1 | 1-0 | 3-0 |  | 3-0 | COL |
| S.J. Earthquakes | 3-3 | 0-1 | 1-1 | 0-3 | 1-2 | 2-2 | 3-2 | 1-0 | 1-1 | 0-1 | 1-0 | 2-1 |     | 4-0 | 1-3 |  | 2-1 | LAG |
| Seattle Sounders | 0-0 | 0-0 | 3-0 | 1-1 | 2-1 | 3-3 | 2-1 | 0-1 | 1-1 | 0-1 | 3-0 | 2-0 | 2-0 |     | 0-0 |  | 2-1 | SJE |
| Toronto FC       | 0-2 | 1-0 | 3-2 | 1-1 | 1-1 | 2-0 | 1-1 | 1-0 | 1-2 | 3-1 | 2-1 | 1-0 | 1-1 | 0-2 |     |  | 2-0 | NYR |

Fonte: MLSsoccer.com Archiviato il 18 aprile 2017 in Internet Archive.

## Play-off

### Tabellone
|  | Quarti | Quarti               | Quarti | Quarti |  |    | Semifinali      | Semifinali           | Semifinali |  |    | Finale    | Finale               | Finale |
|  |        |                      |        |        |  |    |                 |                      |            |  |    |           |                      |        |
|  | W1     | LA Galaxy            | 2      | 1      |  |    |                 |                      |            |  |    |           |                      |        |
|  | W1     | LA Galaxy            | 2      | 1      |  |    |                 |                      |            |  |    |           |                      |        |
|  | W4     | Chivas USA           | 2      | 0      |  |    |                 |                      |            |  |    |           |                      |        |
|  | W4     | Chivas USA           | 2      | 0      |  | W1 | LA Galaxy (dts) | 2                    |            |  |    |           |                      |        |
|  |        |                      |        |        |  | W1 | LA Galaxy (dts) | 2                    |            |  |    |           |                      |        |
|  |        |                      |        |        |  |    | W2              | Houston Dynamo       | 0          |  |    |           |                      |        |
|  | W2     | Houston Dynamo (dts) | 0      | 1      |  |    | W2              | Houston Dynamo       | 0          |  |    |           |                      |        |
|  | W2     | Houston Dynamo (dts) | 0      | 1      |  |    |                 |                      |            |  |    |           |                      |        |
|  | W3     | Seattle Sounders     | 0      | 0      |  |    |                 |                      |            |  |    |           |                      |        |
|  | W3     | Seattle Sounders     | 0      | 0      |  |    |                 |                      |            |  | W1 | LA Galaxy | 1 (4)                |        |
|  |        |                      |        |        |  |    |                 |                      |            |  | W1 | LA Galaxy | 1 (4)                |        |
|  |        |                      |        |        |  |    |                 |                      |            |  |    | W5        | Real Salt Lake (dtr) | 1 (5)  |
|  | E2     | Chicago Fire         | 1      | 2      |  |    |                 |                      |            |  |    | W5        | Real Salt Lake (dtr) | 1 (5)  |
|  | E2     | Chicago Fire         | 1      | 2      |  |    |                 |                      |            |  |    |           |                      |        |
|  | E3     | N.E. Revolution      | 2      | 0      |  |    |                 |                      |            |  |    |           |                      |        |
|  | E3     | N.E. Revolution      | 2      | 0      |  | E2 | Chicago Fire    | 0 (4)                |            |  |    |           |                      |        |
|  |        |                      |        |        |  | E2 | Chicago Fire    | 0 (4)                |            |  |    |           |                      |        |
|  |        |                      |        |        |  |    | W5              | Real Salt Lake (dtr) | 0 (5)      |  |    |           |                      |        |
|  | E1     | Columbus Crew        | 0      | 2      |  |    | W5              | Real Salt Lake (dtr) | 0 (5)      |  |    |           |                      |        |
|  | E1     | Columbus Crew        | 0      | 2      |  |    |                 |                      |            |  |    |           |                      |        |
|  | W5     | Real Salt Lake       | 1      | 3      |  |    |                 |                      |            |  |    |           |                      |        |
|  | W5     | Real Salt Lake       | 1      | 3      |  |    |                 |                      |            |  |    |           |                      |        |

### Quarti di finale
Andata
| Seattle 29 ottobre 2009, ore 19:00 UTC-8 | Seattle Sounders | 0 – 0 referto | Houston Dynamo | Qwest Field (35.807 spett.)\| Arbitro: \| Ricardo Salazar \| |
| Arbitro:                                 | Ricardo Salazar  |               |                |                                                              |

| Arbitro: | Mark Geiger |

|             |           |  |
| Findley 88’ | Marcatori |  |

| Arbitro: | Baldomero Toledo |

|                       |           |           |
| Osei 45+2’ Joseph 75’ | Marcatori | 17’ Rolfe |

| Arbitro: | Kevin Stott |

|                       |           |                       |
| Maicon 4’ Galindo 50’ | Marcatori | 14’ Magee 41’ Donovan |

Ritorno
| Arbitro: | Baldomero Toledo |

|                    |           |                                               |
| Schelotto 19’, 35’ | Marcatori | 37’ Morales 45+2’ (rig.) Findley 74’ Williams |

| Arbitro: | Alex Prus |

|                            |           |  |
| Thorrington 35’ Blanco 83’ | Marcatori |  |

| Arbitro: | Jorge Gonzalez |

|           |           |  |
| Ching 96’ | Marcatori |  |

| Arbitro: | Ricardo Salazar |

|                    |           |  |
| Donovan 73’ (rig.) | Marcatori |  |

### Semifinali
| Arbitro: | Terry Vaughn |

|                                    |           |  |
| Berhalter 103’ Donovan 109’ (rig.) | Marcatori |  |

| Arbitro: | Ricardo Salazar |

|                                                       |                      |                                                             |
| McBride Conde Thorrington Brown Pause Prideaux Blanco | Tiri di rigore 4 – 5 | Grabavoy Espíndola Mathis Morales Findley Beckerman Johnson |

### Finale MLS Cup
| Arbitro: | Kevin Stott |

|                                                       |                      |                                                            |
| Magee 41’                                             | Marcatori            | 64’ Findley                                                |
| Buddle Beckham Berhalter Kirovski Donovan Magee Klein | Tiri di rigore 4 – 5 | Russell Wingert Williams Beckerman Findley Mathis Grabavoy |

## Statistiche

### Classifica marcatori regular season
| Gol | Rigori |  | Giocatore                  | Squadra          |
| --- | ------ |  | -------------------------- | ---------------- |
| 17  | 1      |  | Jeff Cunningham            | FC Dallas        |
| 16  | 4      |  | Conor Casey                | Colorado Rapids  |
| 12  |        |  | Fredy Montero              | Seattle Sounders |
| 12  | 1      |  | Robbie Findley             | Real Salt Lake   |
| 12  | 2      |  | Juan Pablo Ángel           | N.Y. Red Bulls   |
| 12  | 3      |  | Landon Donovan             | LA Galaxy        |
| 12  | 3      |  | Guillermo Barros Schelotto | Columbus Crew    |
| 11  |        |  | Josh Wolff                 | K.C. Wizards     |
| 11  |        |  | Dwayne De Rosario          | Toronto FC       |
| 11  | 1      |  | Ryan Johnson               | S.J. Earthquakes |

Fonte:MLSsoccer.com